# Školské zařízení
Školské zařízení poskytuje služby a vzdělávání, které doplňují nebo podporují vzdělávání ve školách, nebo s ním přímo souvisejí. Školské zařízení také zajišťuje ústavní a ochrannou výchovu anebo preventivně výchovnou péči.

## Právo na vzdělání, školy a školská zařízení v České republice
Ústava České republiky, jejíž součástí je Listina základních práv a svobod zaručuje právo všech občanů ohledně vzdělání na: bezplatné vzdělání na základních a středních školách, podle schopnosti občana a možností společnosti též na vysokých školách.
Další významný dokument zaručující právo na vzdělání je úmluva o právech dítěte, ta zahrnuje povinné a bezplatné základní vzdělání, možnost vzdělání na vysokých školách pro všechny, přijímání opatření k podpoře pravidelné školní docházky a podporu mezinárodní spolupráce v oblasti vzdělávání s cílem odstranit negramotnost.
Právo na vzdělání je zakotveno také v Evropské úmluvě o lidských právech, která zaštiťuje právo na vzdělání, právo při výkonu jakýchkoli funkcí v oblasti výchovy a výuky, které stát vykonává, respektovat právo rodičů zajišťovat tuto výchovu a vzdělání ve shodě s jejich vlastním náboženským a filozofickým přesvědčením.
V České republice jsou školská zařízení upravena v zákoně č. 561/2004 Sb., o předškolním, základním, středním, vyšším odborném a jiném vzdělávaní (dále jen „školský zákon“). Vzdělávací soustavu České republiky tvoří školy a školská zařízení podle školského zákona. Kraj, obec a dobrovolný svazek obcí, jehož předmětem činnosti jsou úkoly v oblasti školství, zřizuje školy a školská zařízení jako školské právnické osoby nebo příspěvkové organizace podle školského zákona. Ministerstva a ostatní organizační složky státu vykonávají funkci zřizovatele školy a školských zařízení jménem státu.
Školy a školské zařízení mohou být zřízeny jak právnickými tak i fyzickými osobami. Podle Ministerstva školství, mládeže a tělovýchovy České republiky (dále jen „MŠMT“) je zřízení možné dvěma typy zřizovatelů. Veřejný zřizovatel (jedná se o stát, kraj, obec a dobrovolný svazek obcí, jehož předmětem činnosti jsou úkoly v oblasti školství), nebo neveřejný zřizovatel (jedná se o registrované církve a náboženské společnosti, kterým bylo přiznáno oprávnění k výkonu zvláštního práva zřizovat církevní školy, ostatní právnické osoby a fyzické osoby).
Již v roce 1999 se Česká republika připojila k sjednocujícímu systému vzdělání v Evropu. Všechny aspekty sjednocení jsou uvedeny v Mezinárodních standardech klasifikace vzdělávání - ISCED.
Školské zařízení uskutečňuje vzdělávání podle školního vzdělávacího programu (někde též uváděného pomocí jeho zkratky ŠVP) vydaného ředitelem školy podle školského zákona. Tento školský vzdělávací program je veřejný a každý si může udělat jeho kopii.
Žáci a studenti mohou navštěvovat školy a školská zařízení v zahraničí.

## Historie vzdělávání v České republice
Úplné počátky vzdělávání v českých zemích sahají až do dob věrozvěstů Cyrila a Metoděje. Za první českou školu je považována škola v Budči, založena zkraje 10. století. V této škole údajně studoval i český kníže Václav. Školy byly zřizovány církví a při klášterech.
Významným krokem pro české školství je založení Univerzity Karlovy v Praze 7. dubna 1348. V té době existovaly čtyři fakulty: teologická, právnická, lékařská a artistická.
V roce 1774 byla v rámci školské reformy provedené Marií Terezií zavedena šestiletá povinná školní docházka. České školství si bralo vzor z protestantského Pruska. Základními aspekty vyučování bylo čtení, psaní a počítání. Ovšem jedním z hlavních předmětů zůstalo náboženství. Postupně začala vznikat i gymnázia a školy pro dívky. V 19. století byly již snahy o sjednocení středního vzdělání pro studenty.
Dne 14. května 1869 byl vydán školský zákon, který upravuje elementární školství v Rakousku. Zákon vznikl v době, kdy byl ministrem vyučování Leopold Hasner, proto byl také označován jako „Hasnerův zákon“, nebo „květnový zákon“, nebo také velký říšský zákon. Tímto zákonem bylo mimo jiné zavedeno hned několik škol a školských institucí. Byl zaveden systém osmileté školy obecné a městské, zřídil učitelské ústavy pro vzdělání učitelů, významně rozšířil obsah vzdělání a v neposlední řadě zavedl osmiletou školní povinnost.

## Druhy školských zařízení v České republice

### Školská zařízení pro další vzdělávání pedagogických pracovníků
V českém školství je pojem dalšího vzdělávání učitelů nejčastěji spojován s mimoškolními a školními vzdělávacími akcemi ve formě přednášek, školení, kurzů, seminářů, výcviku nebo dílen.

### Školská poradenská zařízení
Počátek školského poradenského systému u nás začal vznikat již před druhou světovou válkou. Organizovaný poradenský systém, se primárně orientoval na výchovné poradenství v 60. letech minulého století. Současně v rámci školského poradenství byla okrajově věnována pozornost studentům a žákům s postižením.
Školské poradenské zařízení poskytuje poradenskou pomoc žákovi, nebo zákonnému zástupci žáka na základě jeho žádosti. Výsledkem poradenské pomoci školského poradenského zařízení jsou zejména zpráva a doporučení.
Nyní je systém pedagogiko-psychologického poradenství součástí školských poradenských zařízení (pedagogiko-psychologické poradny a speciálněpedagogická centra) a školní poradenská pracoviště. Tato pracoviště a zařízení dále spolupracují s jinými odbornými pracovišti.

### Školská zařízení pro zájmové a další vzdělávání
Právní předpis zabývající se zájmovou činností je vyhláška Ministerstva školství, mládeže a tělovýchovy č. 74/2005 Sb. o zájmové činnosti.
Zájmové vzdělávání je právně ukotveno ve školském zákoně a je zde definováno jako vzdělávání poskytující účastníkům naplnění volného času zájmovou činností se zaměřením na různé oblasti. Zájmové vzdělávání se uskutečňuje ve školních družinách, klubech. Zájmová vzdělávání nejsou žádným stupněm výuky, ale slouží k rozvoji dítěte po stránce osobnostní. Slouží k naplnění volného času a je nedílnou součástí procesu celoživotního vzdělání.

### Školská účelová zařízení
Školská účelová zařízení mají několik účelů. Napomáhají školám a školským zařízením při jejich činnosti, zajišťují materiálně technické služby, poradenské, informační služby. Poskytují odborné, studijně pracovní, knihovnické a informační služby pro žáky, studenty, popřípadě zaměstnance, zajišťují praktické vyučování a výchovu mimo vyučování nebo vytvářejí podmínky pro praktické vyučování žáků a jejich zájmovou činnost.

### Výchovná a ubytovací zařízení
Výchovná a ubytovací zajišťují dětem, žákům a studentům tyto služby: vzdělávací, sportovní a zájmové činnosti v době mimo vyučování; celodenní výchovu, ubytování a stravování; zotavovací pobyty dětí a žáků ve zdravotně příznivém prostředí bez přerušení vzdělávání.
Zařízení se dělí do třech typů:
- domov mládeže,

- internát,

- škola v přírodě.[21]

#### Domov mládeže
Domov mládeže je školské zařízení, které zajišťuje žákům vzdělávání, zájmové a sportovní činnosti v době mimo vyučování, zároveň poskytuje stravování, ubytování a kvalifikované výchovné působení. „Jeho posláním je udržet zájem studentů o vybraný směr studia a přispívat ke smysluplnému a vhodnému využívání volného času.“
Jeho činnost se řídí vyhláškou č. 108/2005 Sb., o školských výchovných a ubytovacích zařízeních a školských účelových zařízení. Provoz je zajišťován v souladu s vyhláškou č. 343/2009 Sb., o hygienických požadavcích na prostory a provoz zařízení a provozoven pro výchovu a vzdělávání.

#### Internát
Internát je výchovné ubytovací zařízení pro žáky středních škol, jejichž bydliště je od školy značně vzdálené. V mysli většiny lidí se pro tato školská zařízení usadil zlidovělý název „intr“ anebo „internát“.
Mezi školská výchovná a ubytovací zařízení jsou řazeny i internáty, které jsou určeny pro žáky se zdravotním postižením.

#### Škola v přírodě
Účel školy v přírodě je zajištění zotavovacího pobytu ve zdravotně příznivém prostředí dětem mateřských škol a žákům plnícím povinnou školní docházku, popřípadě pobyt vybraných skupin dětí mateřských škol a žáků plnících povinnou školní docházku bez přerušení vzdělávání.
Školou v přírodě se zabývá vyhláška č. 108/2005 Sb., o školských výchovných a ubytovacích zařízeních a školských účelových zařízeních.
První školy v přírodě u nás začaly vznikat již za první republiky.

### Zařízení školního stravování
Typy zařízení školního stravování jsou:
- školní jídelna,
- školní jídelna – vývařovna (dále jen „vývařovna“),
- školní jídelna – výdejna (dále jen „výdejna“).[26]

Školní jídelna v rámci školního stravování vydává jídla, která sama připravuje, a může připravovat jídla, která vydává výdejna. V rámci dietního stravování může školní jídelna vydávat i jídla připravená jiným provozovatelem stravovacích služeb, pokud tento provozovatel stravovacích služeb zajistí dodržení všech podmínek. Vývařovna v rámci školního stravování připravuje jídla, která vydává výdejna.
V roce 1953 bylo školní stravování přiděleno pod ministerstvo školství. V roce 1963 byly stanoveny výživové normy podle věkových skupin dětí. Vznikly střediska školního stravování. Střediska měly za úkol rozvíjet školní stravování, kontrolovat a dohlížet na plnění úkolů školních jídelen.

### Školská zařízení pro výkon ústavní výchovy, ochranné výchovy a pro preventivně výchovnou péči
Účelem zařízení je zajišťovat nezletilé osobě, a to zpravidla dětem ve věku od 3 do 18 let, případně zletilé osobě do 19 let, na základě rozhodnutí soudu o ústavní výchově nebo ochranné výchově nebo o předběžném opatření náhradní výchovnou péči v zájmu jejího zdravého vývoje, řádné výchovy a vzdělání.
„Účelem školských zařízení pro preventivně výchovnou péči je předcházet vzniku a rozvoji negativních projevů chování dítěte nebo narušení jeho zdravotního vývoje, zmírňovat nebo odstraňovat příčiny nebo důsledky již vzniklých poruch chování a přispívat ke zdravému osobnostnímu vývoji dítěte“ Ve všech zařízeních je nepřetržitý celoroční provoz. Pouze prostřednictvím diagnostického ústavu mohou děti být do těchto zařízení umístěny.

#### Diagnostický ústav
Mezi zařízení ústavní výchovy nebo ochranné výchovy ve školských zařízeních a o preventivně výchovné péči ve školských zařízeních patří například diagnostický ústav. Diagnostický ústav přijímá děti s nařízeným předběžným opatřením, nařízenou ústavní výchovou nebo uloženou ochrannou výchovou; děti s uloženou ochrannou výchovou také na základě výsledků komplexního vyšetření, zdravotního stavu dětí a volné kapacity jednotlivých zařízení umísťuje do dětských domovů se školou nebo výchovných ústavů.
Diagnostický ústav slouží jako místo pro zjištění, jaká konkrétní péče o nezletilou osobu je touto osobou vyžadována. Následně vypracovanou komplexní diagnostickou zprávu zašle orgánu pro sociálně-právní ochranu dětí.

#### Dětský domov
Dětský domov pečuje o děti podle jejich individuálních potřeb. Ve vztahu k dětem plní zejména úkoly výchovné, vzdělávací a sociální. Účelem dětského domova je zajišťovat péči o děti s nařízenou ústavní výchovou, které nemají závažné poruchy chování. Tyto děti se vzdělávají ve školách, které nejsou součástí dětského domova. Do dětského domova mohou být umísťovány děti ve věku zpravidla od 3 do nejvýše 18 let. Do dětského domova se rovněž umísťují nezletilé matky spolu s jejich dětmi. V případě studia může být zaštiťována dětským domovem osoba do 26 let.
Dětský domov je koedukované zařízení, které zajišťuje péči o děti bez závažných poruch chování. Mohou sem být přijímány i nezletilé matky se svým dítětem. Dětský domov plní ve vztahu k dětem zejména úkoly výchovné, vzdělávací a sociální. Děti navštěvují běžnou školu, která není součástí domova.

#### Dětský domov se školou
Dětský domov se školou je zařízení funkčně velmi obdobné obyčejnému dětskému domovu. Jeho přímou součástí je ale škola a proto děti z tohoto typu zařízení nedocházejí do obyčejné školy. Je určeno pro osoby, u kterých by toto docházení nebylo možné či účelné.

#### Výchovný ústav
Do výchovného ústavu jsou umisťovány děti starší patnácti let se závažnými poruchami chování s nařízenou ústavní výchovou nebo uloženou ochrannou výchovou. Výjimečně lze umístit do výchovného ústavu i dítě mladší patnácti let, a to se zvlášť závažnými poruchami chování. Stejně tak zde může být umístěno dítě starší dvanácti let s uloženou ochrannou výchovou, které nelze umístit v dětském domově se školou.